# Antikolonialismus
Als Antikolonialismus bezeichnet man die Gesamtheit der gegen die Kolonialpolitik gerichteten Bestrebungen. Diese können von der Kritik an einzelnen Maßnahmen über prinzipielle Kritik bis zum bewaffneten Widerstand gegen Kolonialmächte reichen.
In der vermeintlich dekolonisierten Gegenwart wird zunehmend das subtile Fortwirken des Kolonialismus in Kultur, Sozialstruktur und Lebenswelt der (ehemals) kolonisierten Länder gesehen. Insofern muss Antikolonialismus auch als kritische Sicht auf dieses Fortwirken und als Widerstand dagegen verstanden werden, wie es im Diskurs zum Postkolonialismus der Fall ist.

## 16. Jahrhundert
Bartolomé de Las Casas schilderte in seiner Brevísima relación de la destrucción de las Indias occidentales (1552; „Bericht über die Verwüstung der westindischen Länder“) die Massaker der europäischen Eroberer in Amerika. In Spanien bemühte man sich anschließend jahrhundertelang, seinen Bericht als haltlos hinzustellen (so genannte leyenda negra). Michel de Montaigne kritisierte in seinen Essais die spanische Kolonialpolitik heftig und stellte einen kulturellen und moralischen Vorzug der Europäer in Abrede.

## 17. Jahrhundert
Der portugiesische Jesuit António Vieira kritisierte in seinen auch literarisch bedeutenden Werken die kolonialen Missstände in Brasilien. Er setzte sich vor Ort für die rechtlosen Ureinwohner ein und gilt als Apostel der Indianer Brasiliens. Vieira verurteilte zudem die Sklaverei.

## 18. Jahrhundert
Unter der Führung José Gabriel Condorcanquis, der sich Túpac Amaru II. nannte, fand 1780 ein großer Indianeraufstand gegen die Herrschaft der Spanier in Südamerika statt. Es handelte sich dabei um den größten von zahllosen Indioaufständen im 18. Jahrhundert.

### Amerikanische und Französische Revolution
In der Unabhängigkeitserklärung der Vereinigten Staaten erklärten die 13 britischen Kolonien 1776 ihre Loslösung vom Vereinigten Königreich. Der Amerikanische Unabhängigkeitskrieg wurde 1783 offiziell mit dem Pariser Frieden beendet.
Am 19. Februar 1788 wurde die Société des Amis des Noirs (dt.: „Gesellschaft der Freunde der Schwarzen“) in Paris gegründet. Ihr Ziel war die Abschaffung des Sklavenhandels und eine schrittweise Abschaffung der Sklaverei.
Im August 1791 begann auf Saint-Domingue, dem französischen Teil der Insel Hispaniola, der Aufstand der Sklaven, der letztlich zur Unabhängigkeit Haitis führte.

## 19. Jahrhundert

### 1800–1870
Nach der durch die Besetzung Spaniens durch Napoléon Bonaparte ausgelösten Krise (1808) begann unter der Führung von Simon Bolivar der Unabhängigkeitskampf in Südamerika. Zeitgleich floh die portugiesische Königsfamilie 1808 nach Brasilien, um die Unabhängigkeit Portugals vor den schließlich erfolgreich abgewehrten napoleonischen Eroberungsversuchen zu bewahren. Mit Rio de Janeiro stellte nun eine ehemalige Kolonie die Hauptstadt eines Kolonialreiches, ein historisches Unikum. Nach der Rückkehr des Königshauses nach Portugal führte dies zur Unabhängigkeit des Kaiserreichs Brasilien 1822.
Nachdem Aufstände und Revolten gegen die britische Herrschaft in Indien seit der zweiten Hälfte des 18. Jahrhunderts aufgekommen waren, machte insbesondere der indische Aufstand von 1857 den Briten die Fragilität ihres Empires bewusst.
In Kuba begann 1868 der Unabhängigkeitskrieg gegen Spanien, blieb aber lange Zeit erfolglos.
Prinzipielle Kritik am Kolonialismus war im 19. Jahrhundert selten. Die Kritik richtete sich zumeist gegen bestimmte Auswüchse des Kolonialsystems, so etwa gegen die in den amerikanischen Kolonien immer noch existierende Sklaverei. Besonders vehement für ihre Abschaffung setzte sich vor 1848 der Franzose Victor Schoelcher ein.
In Deutschland trat vor allem Alexander von Humboldt, der in Amerika – speziell in Kuba – Zeuge der Sklaverei geworden war, gegen diese Form der Unterdrückung auf. Sein Werk über Kuba durfte wegen der fundamentalen Kritik in den Vereinigten Staaten nur in gekürzter Form auf den Markt kommen. Neben Humboldt war es vor allem der Afrikaforscher Heinrich Barth (1821–1865), der im britischen Auftrag große Teile Nordwestafrikas bereist hatte und im Norden des heutigen Nigeria Augenzeuge von Sklavenjagden geworden war. Barth hatte anfangs geglaubt, der Sklavenhandel könne durch die Einführung des legitimen Handels mit europäischen Fertigprodukten unterbunden werden, doch durchschaute er die tatsächlichen Pläne der britischen Regierung und wandelte sich zu einem radikalen Gegner des europäischen Eingreifens in Afrika. Er kritisierte die Missionen, die traditionelle Kulturen rücksichtslos zerstörten, und rechtfertigte den bewaffneten Widerstand der Afrikaner – vor allem gegen die Franzosen, die vom Senegal aus in Richtung Timbuktu drängten. Er blieb aber ungehört, da das deutsche Interesse an Schwarzafrika in den 1860er Jahren noch äußerst gering war.

### 1871–1914
Vor 1914 traf der Kolonialismus in Europa im Allgemeinen auf wenig prinzipielle Kritik. Der größte Teil der öffentlichen Meinung stellte die offizielle Propaganda, die Kolonialisierung nutze auch den Kolonisierten, nicht in Frage.
Zu den Ausnahmen zählte der niederländische ehemalige Kolonialbeamte Eduard Douwes Dekker. In seinem Roman Max Havelaar oder die Kaffeeversteigerungen der Niederländischen Handels-Gesellschaft, das unter dem Pseudonym Multatuli erschien, kritisierte er heftig die Verhältnisse in Niederländisch-Indien.
1885 wurde in Indien der Indische Nationalkongress (Indian National Congress) gegründet. Es handelte sich zunächst um eine wenig offensive Honoratiorenpartei. Die Teilung Bengalens 1905 durch Lord Curzon führte zu einer zweiten breiten antikolonialistischen Bewegung (nach dem Aufstand von 1857).
Am 26. Januar 1889 kritisierte August Bebel Carl Peters und seine Deutsch-Ostafrikanische Gesellschaft scharf. Am 17. Februar 1894 sagte er im Reichstag:

„Meine Herren, was bedeutet denn aber in Wahrheit Ihre christliche Zivilisation in Afrika? Täuschen Sie sich doch nicht darüber, oder versuchen Sie nicht, Andere zu täuschen – denn ich kann unmöglich glauben, daß Sie sich darüber täuschen – also: was bedeutet in Wahrheit diese ganze sogenannte christliche Zivilisation in Afrika? Äußerlich Christenthum, innerlich und in Wahrheit Prügelstrafe, Weibermißhandlung, Schnapspest, Niedermetzelung mit Feuer und Schwert, mit Säbel und Flinte. Das ist Ihre Kultur. Es handelt sich um ganz gemeine materielle Interessen, ums Geschäftemachen und um nichts weiter!“

Dass Bebel den Kolonialismus jedoch nicht grundsätzlich ablehnte, zeigte sich in seinen Aussagen vor demselben Forum in der Kolonialdebatte vom 1. Dezember 1906:

„Meine Herren, dass Kolonialpolitik betrieben wird, ist an und für sich kein Verbrechen. Kolonialpolitik zu treiben kann unter Umständen eine Kulturtat sein; es kommt nur darauf an, wie die Kolonialpolitik betrieben wird. Es ist ein großer Unterschied, wie Kolonialpolitik sein soll, und wie sie ist. Kommen die Vertreter kultivierter und zivilisierter Völkerschaften, wie es z. B. die europäischen Nationen und die nordamerikanische sind, zu fremden Völkern als Befreier, als Freunde und Bildner, als Helfer in der Not, um ihnen die Errungenschaften der Kultur und Zivilisation zu überbringen, um sie zu Kulturmenschen zu erziehen, geschieht das in dieser edlen Absicht und in der richtigen Weise, dann sind wir Sozialdemokraten die ersten, die eine solche Kolonisation als große Kulturmission zu unterstützen bereit sind.“

Als fundamentale Kritik an dem Kolonialismus kann man diese Ausführungen nicht werten.
1900 fand der Erste panafrikanische Kongress statt. 1905 veröffentlichte Pierre Mille Nous roulons sur des cadavres in den Cahiers de la Quinzaine.
Im Januar 1907 fanden die so genannten „Hottentottenwahlen“ statt. Zum ersten Mal war die Kolonialpolitik ein zentrales Wahlkampfthema in Deutschland.
1907 wurde im August auf dem Internationalen Sozialisten-Kongress in Stuttgart ein Resolutionsentwurf, der keine prinzipielle Ablehnung des Kolonialismus enthält, nur mit knapper Mehrheit abgelehnt. Hintergrund waren Theorien einer „sozialistischen Kolonialpolitik“, in Deutschland vor allem durch Eduard Bernstein, Richard Calwer oder Georg von Vollmar. Die Kolonialpolitik der Sozialisten unterschied sich aber grundsätzlich von der der kapitalistischen Kolonialmächte und hatte vorwiegend den Export von Menschenrechten und die gesellschaftliche Entwicklung der Kolonien zum Ziel.
Zu den schärfsten Kritikerinnen des Kolonialismus zählte Rosa Luxemburg. Wie auch Karl Kautsky ordnete sie den Kolonialismus in das Gesamtphänomen des Imperialismus ein.

## 20. Jahrhundert

### 1914–1945
In Irland brach 1916 der Osteraufstand aus, der zwar niedergeschlagen wurde, doch unverkennbar eine Kehrtwende in der mehrere hundert Jahre andauernden Kolonisation Irlands andeutete. 
Die mit dem das Selbstbestimmungsrecht der Völker proklamierenden 14-Punkte-Programm von Woodrow Wilson verbundenen Hoffnungen vieler Kolonien auf Unabhängigkeit wurden auf der Pariser Friedenskonferenz 1919 enttäuscht. Als die Zeitschrift Europäische Geschichte 1927 in einer Umfrage 200 Prominente fragte, ob Deutschland wieder Kolonialpolitik betreiben sollte, gab es neben bejahenden Antworten auch deutliche Ablehnung, etwa von Albert Einstein und Thomas Mann. Letzterer ließ mit Verweis auf Gandhi Sympathie für antikoloniale Bewegungen durchblicken.
1931 fand die große Pariser Kolonialausstellung statt, die bei der Bevölkerung großen Anklang fand. Antikolonialistische Gruppen und französische Künstler protestierten. Die Ligue de Défense de la Race Nègre unter der Führung von Tiemoko Garan Kouyaté und der PCF organisierten eine antikolonialistische Gegenausstellung.
Im Oktober 1934 erschien Burmese Days, der Roman des ehemaligen Kolonialbeamten George Orwell in New York. Mehrere britische Verleger hatten die Veröffentlichung abgelehnt.
1935 kritisierten Intellektuelle im Manifeste pour le respect de la Loi internationale den Einmarsch Italiens in Äthiopien. Verteidigt wurde er im Manifeste des intellectuels français pour la défense de l’Occident et la paix en Europe, das im Oktober 1935 in Le Temps erschien und von vielen bekannten Schriftstellern, darunter zwölf Mitgliedern der Académie française, und von Leuten wie Marcel Aymé, Georges Blond, Pierre Drieu La Rochelle, Pierre Gaxotte, Thierry Maulnier ou Pierre Mac Orlan unterschrieben wurde.

### Nach 1945
Zahlreiche Unabhängigkeitsbewegungen kämpften teilweise erfolgreich für ihre Ziele.
Am 2. September 1945 proklamierte Hồ Chí Minh nach der erfolgreichen Augustrevolution die Demokratische Republik Vietnam. Der Versuch der Franzosen, ihre Kolonialherrschaft wieder zu errichten, führte zum Indochinakrieg, der 1954 mit der vernichtenden Niederlage der Franzosen in der Schlacht um Điện Biên Phủ endete. Diese Niederlage hatte eine weltweite Signalwirkung auf antikoloniale Bewegungen.
1947 erhielt Indien die Unabhängigkeit. Im selben Jahr begann der Aufstand auf Madagaskar gegen die französischen Kolonialherren.
Im Oktober 1952 rief die britische Regierung zur Bekämpfung des Mau-Mau-Aufstands in Kenia den Ausnahmezustand aus. Der Aufstand wurde militärisch niedergeschlagen, aber der Skandal um Morde in Internierungslagern trug zur Unabhängigkeit bei.
In Frankreich unterstützte das Réseau Jeanson im Algerienkrieg aktiv die FLN. „Kofferträger“ waren auch in Deutschland aktiv. Im Manifest der 121 erklärten französische Intellektuelle 1960 die Verweigerung des Militärdiensts und die Unterstützung der algerischen Kämpfer für legitim.
Der 1961 einsetzende Portugiesische Kolonialkrieg führte zur Unabhängigkeit der portugiesischen Kolonien in Afrika. Nachdem die Nelkenrevolution 1974 das autoritäre Estado-Novo-Regime in Portugal gestürzt hatte, entließ die neue linksgerichtete Regierung Portugals die Überseeprovinzen in die Unabhängigkeit und unterstützte diese aktiv. Damit endete die über 500-jährige Geschichte portugiesischer Besitzungen in Afrika.

## Gegenwart
Kolonialismus im traditionellen Sinn – also die von Imperialmächten ausgehende aktive Eroberung, Unterwerfung oder Ausbeutung von Kolonien – gilt im 20. Jahrhundert als abgeschlossen (Dekolonisation). Heute wird eher ein subtiler, innerer Kolonialismus, der oft latent und implizit den aktiven Kolonialismus fortschreibt, diskutiert: also die systematische Beeinflussung der Kultur und Sozialstruktur fremder Länder sowie die „Kolonialisierung der Lebenswelt“ (Habermas) der Menschen in den Kolonien – z. B. durch Oktroyieren kapitalistischer Strukturen oder eurozentrischer (etwa christlicher oder aufklärerischer oder „humanistischer“) Wertvorstellungen oder auch durch ökologischem Imperialismus. Diese fortgesetzte ökonomische und politische Abhängigkeit vieler ehemaliger Kolonien wird auch als Neokolonialismus bezeichnet.
Entsprechend ist (theoretischer) Antikolonialismus heute nicht einfach nur als (im Allgemeinen von kritischen Kräften der kolonialisierenden Länder betriebene Selbst-) Kritik imperialistischer Praktiken zu verstehen. Noch ist (praktizierter) Antikolonialismus nur der aktive Widerstand der Kolonisierten gegen die Kolonialisten in Form von Aufständen, Revolten, militärischen oder politischen Aktionen. Mit dem Begriff Antikolonialismus muss auch das systematische Fortschreiten kolonialistischer Strukturen in den Blick genommen werden, das komplexere Antworten hinsichtlich Möglichkeiten und Wirklichkeiten des Widerstandes erfordert. Solche Antworten werden unter anderem im Diskurs über Postkolonialismus und Kulturimperialismus gegeben. Erwin Aschenbrenner verweist etwa mit seinem Versuch, explizit „Elemente einer antikolonialistischen Kulturtheorie“ zu formulieren, auf den „Ermöglichungsraum“ traditioneller Kultur und Erziehung, der die kolonialisierten Menschen und Gesellschaften zu Widerstands- und Verweigerungshaltungen befähigen kann.

## Denkmal

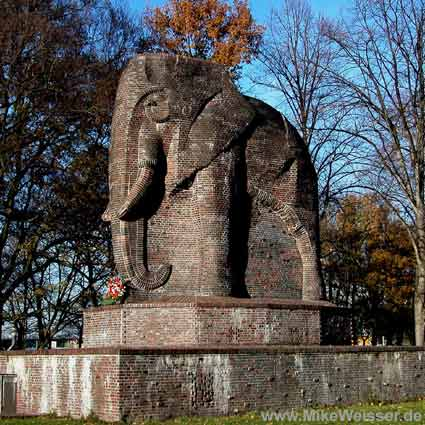
Bremer Antikolonialdenkmal

Aus dem ehemaligen von Fritz Behn geschaffenen „Reichskolonialehrendenkmal“ für die gefallenen deutschen Soldaten in den Kolonialkriegen wurde 1990 in Bremen das erste Antikolonialdenkmal in Deutschland.

### Bibliographien
- Bassam Tibi: Kolonialherrschaft, Antikolonialismus und Dekolonisation. Das afrikanische Exempel. In: Neue Politische Literatur. Bd. 15, Nr. 4, 1970, S. 507–532.